# Jesuita
Un jesuïta és un pastisset en forma de triangle de pasta fullada farcit amb frangipane i recobert de glaçatge.
El nom ve del fet que, a l'origen, aquestes pastisseries eren recobertes de pralina o de xocolata en forma de capell d'ales cap amunt com els dels jesuïtes.
A les Balears hi ha una pastisset semblant, les picades d'abella farcides de pasta reial (composta de farina d'ametlla i sucre).
A l'Argentina n'hi ha una declinació, característica del nord-oest, especialment a Tucumán, Salta i Santiago del Estero,
de la mateixa manera que molts altres plats de la regió s'han creat combinant la gastronomia europea i la cuina andina.
És una galeta de pasta fullada ensucrada de forma rectangular, petita, de no més de 10 cm, gratinada amb formatge, en la major part dels casos, de barra, i en alguns casos amb cuixot. Si bé és típic del nord argentí, però s'ha popularitzat molt a les províncies de Buenos Aires, Còrdova, Mendoza, La Rioja, San Juan, entre d'altres.
Malgrat llur simplicitat, no es venen al mercat industrial jesuïtes ja fets, el que sí que es pot trobar són unes masses de pasta fullada, llestes per a gratinar amb el formatge i en alguns casos, el cuixot. En la major part dels restaurants no es venen pas tampoc (a excepció dels de temàtica regional).